# Famille de Suarez d'Aulan

La famille de Suarez d'Aulan   (autrefois Suarez) est une famille noble d'origine espagnole fixée en France en 1523 avec Jean Suarez. Elle hérita de la seigneurie d'Aulan par alliance en 1635. Elle donna notamment des viguiers et consuls d'Avignon, des grands-vicaires d'Avignon, un chanoine-comte de Brioude, deux évêques de Vaison et un évêque de Dax, des officiers, des chevaliers de Malte, un maréchal des camps et armées du roi et gouverneur de l'île de Ré, un gouverneur de Roquemaure.
La famille de Suarez d'Aulan s'éteignit en 1790, en ligne masculine, avec Denis François Marie Jean de Suarez d'Aulan, dit le marquis d'Aulan, et en 1811 avec sa fille Joséphine Régis de Suarez d'Aulan, mariée en 1796 à Jean-Joseph-Valéry Harouard, issu d'une famille d'ancienne bourgeoisie parisienne. Le fils de ces derniers, Marie-Louis Étienne Harouard fut autorisé à modifier son nom en Harouard d'Aulan en 1814, puis en Harouard de Suarez d'Aulan en 1853. La famille Harouard de Suarez d'Aulan subsiste.

## Histoire

### Origine
André Borel d'Hauterive écrit dans L'Annuaire de la noblesse (1879) que la famille Suarez est originaire d'Espagne et descend, suivant les preuves littérales et historiques, de Moran Suarez, l'un des quarante chevaliers qui conquirent la ville de Xérès sur les Maures, en 1266. Elle a formé plusieurs branches, dont l'une, se fixa en France  en 1523 avec Jean Suarez.
Henri Jougla de Morenas dans le Grand Armorial de France (1948) écrit :  « Cette famille, originaire d’Espagne où elle établit sa filiation depuis la fin du XIVe siècle, a donné plusieurs branches dans ce pays. L’une d’elles était représentée au  XVIe siècle par Jacques Suarez, allié à Verraque de Silva, dont le fils Jean se fixa en France en 1522 ».

### Branche installée en France
Jean Suarez, fils de Jacques Suarez, président de la cour d'Alcala de Henarez et de Verraque de Silva fut, obligé de quitter l'Espagne après l'échec de la Sainte-Ligue de Tolède. Il mourut à Marseille en 1527, laissant, de son mariage avec Marie de Carillas, un fils, Didace alias Diégo, qui suit,.
Didace alias Diego Suarez (mort à Avignon en 1553), fut employé par le roi François Ier par lettres du 10 décembre 1527 pour une négociation concernant la citadelle de Monaco. Il épousa le 15 novembre 1520 Eléonore Olivieri, fille de Jacques Olivieri et de Louise de Bésignan, dont il eut : Joseph, qui suit, Jean de Suarez, grand vicaire d'Avignon et comte palatin en 1562 et Pierre, capitaine de 200 hommes de pieds dans le Comtat Venaissin en 1563.
Joseph de Suarez, lieutenant général de la légation d'Avignon, pour les cardinaux de Bourbon et d'Armagnac, en 1576, épousa Clémence de Lopez (ou Lopez) fille de Michel de Lopez de Villanova et d'Anne de Pomard. Il eut cinq enfants : Georges-Joseph, qui suit; François, gouverneur du Comtat en 1527; Jean-François, jésuite à Rome; Henri qui de son mariage avec Marie de Massilien eut Henri « un des hommes les plus savants de son siècle», mort sans postérité; Louis, grand vicaire d'Avignon,.
Georges-Joseph de Suarez, seigneur de Villabeille, épousa en 1597, Jeanne de Pol dont il eut : François-Marie, qui suit; Joseph-Marie, chanoine comte de Brioude, en 1630, évêque de Vaison et camérier du pape, ambassadeur du comtat Venaissin auprès du Saint-Siége, mort à Rome en 1677; Louis-Marie, prévôt et grand vicaire d'Avignon ; Jean-François, capitaine de cuirassiers et mestre de camp d'un régiment de cavalerie, au service du Pape Urbain VIII, il se distingua dans la guerre des princes ligués contre le Saint-Siège et défit une partie de leur armée près de Pistoie; Charles-Joseph, évêque de Vaison (1665-1670); Louise-Françoise, mariée à Balthazar-François de Fougasse,.
François-Marie de Suarez, seigneur de Villabeille, marié en 1635 à Elisabeth de l'Espine, dame d'Aulan, du Poët-En-Percip et de la Rochette (fille aînée et principale héritière de Guillaume de l'Espine et de Baptistine d'Urre) dont il eut  François-Quénin, qui suit et Louis-Alphonse, évêque de Vaison en 1670. Il épousa en deuxièmes noces Jeanne de Bérard, dont il eut un fils, mort en bas âge.
François-Quénin de Suarez, seigneur d'Aulan, du Poët-En-Percip, de la Rochette et de Villabeille, viguier et deux fois premier consul d'Avignon, épousa Anne Françoise-Marie de Bellis, dont il eut François, mort sans alliance et en deuxièmes noces Anne-Gabrielle de Brancas (fille de François de Brancas-Forcalquier, baron de Villeneuve, et d'Hélène Aymon) dont il eut Jean-François, qui suit; Joseph-Toussaint, dit le baron d'Aulan, capitaine d'infanterie, chevalier de Saint-Louis, mort sans postérité; Louis-Marie, évêque de Dax de 1736 à  1772 ; Benezet, chevalier de Malte en 1718; Henri, chevalier de Malte en 1719, il servit dans l'armée française et se distingua à la bataille de Rocourt, où il s'empara, à la tête de ses grenadiers, d'une batterie anglaise et de quatre drapeaux. Il devint commandeur de l'ordre de Malte, maréchal des camps et armées du Roi et mourut gouverneur de l'île de Ré. Son tombeau se trouve dans l'église de Saint-Martin de Ré.
Jean-François de Suarez dit le marquis d'Aulan, seigneur du Poët-En-Percip, de la Rochette, de Vallerargue, de Villabeille, etc., gouverneur pour le roi des château, ville et viguerie de Roquemaure, viguier d'Avignon (1721), marié en 1724 à Anne de Vichy (fille de Gaspard de Vichy, marquis de Chamrond, et d'Anne Brulard de Laborde) dont François-Marie-Gaspard, mort sans postérité; Denis-François-Marie, qui suit; Anne-Gabrielle-Françoise (1726-1802), dernière abbesse du couvent des bénédictines de Saint-Sauveur de Marseille de 1763 à 1792 ; Louise-Pauline-Avignone; Marie-Eléonore-Avignone; Marie-Anne-Gasparde-Émilie.
Denis-François-Marie de Suarez, dit le marquis d'AuIan, seigneur du Poët-En-Percip, La Rochette, Vallerargue, Villabeille, Baix-sur-Baix, etc. Enseigne de galère, il périt victime de la Révolution, à Avignon, le 11 juin 1790. Lorsqu'on vint le prendre dans son hôtel pour le mener au supplice, il dit à ses bourreaux « Prenez-moi, mais au moins que je sois la dernière victime ». De son mariage avec Suzanne Harouard du Beignon (fille de Étienne-Henry Harouard du Beignon et de Louise de Bonneau) il eut : Bernard de Suarez dit le comte d'Aulan, officier aux Gardes-françaises, mort vraisemblablement à Paris dans les prisons sous la Terreur, sans alliance ni postérité ; Joséphine-Régis de Suarez d'Aulan, mariée en 1796 à Joseph-Valery Harouard, conseiller du roi, trésorier-receveur des émoluments du sceau de la chancellerie établie près la cour du Parlement de Paris, avant 1789, dont postérité ; Suzanne de Suarez d'Aulan, mariée au comte de Bressac, dont elle eut Émilie-Marie de Bressac, mariée le 9 mai 1809 au comte de Mac-Carthy.

## Propriétés
- Château d'Aulan, dans la Drôme provençale.

## Personnalités
(Ne sont retenus ici que les membres ayant de par leurs fonctions notables des notices individuelles hors les ouvrages généalogiques)
- Joseph-Marie Suarez (1599-1677), chanoine comte de Brioude, en 1630, évêque de Vaison (1633-1666), et camérier du pape, ambassadeur du comtat Venaissin auprès du Saint-Siège.
- Charles-Joseph de Suarez (1618-1670), évêque de Vaison (1665-1670).
- Louis-Alphonse de Suarez (1642-1685), évêque de Vaison (1671-1685).
- Louis-Marie de Suarez (1696-1785), évêque de Dax (1737-1772).
- Henri de Suarez (1704-1775), dit le bailli d'Aulan[2], chevalier de Malte en 1719, il servit dans l'armée française et se distingua à la bataille de Rocourt, où il s'empara, à la tête de ses grenadiers, d'une batterie anglaise et de quatre drapeaux. Commandeur de l'ordre de Malte, maréchal des camps et armées du roi, gouverneur de l'île de Ré.

## Armes
- D'azur, à la tour d'argent maçonnée de sable, surmontée d'une aigle d'or, couronnée à l'antique[1],[2].

## Titres
La seigneurie d'Aulan ne fut jamais érigée en marquisat, mais les deux derniers membres nobles de la famille de Suarez d'Aulan ont pris ce titre de courtoisie.